# Delta Burke
Delta Ramona Leah Burke (ur. 30 lipca 1956 w Orlando) – amerykańska aktorka i producentka telewizyjna.

## Życiorys

### Wczesne lata
Urodziła się w Orlando na Florydzie jako córka Jean. Frederick Burke, pośrednik w handlu nieruchomościami w Orlando, adoptował ją po ślubie z jej matką. Nigdy nie spotkała swojego biologicznego ojca. W 1974 ukończyła Colonial High School. Wychowywała się z młodszym rodzeństwem: bratem Jonathanem i siostrą Jennifer. W 1972 zdobyła koronę Miss Flame od Straży Pożarnej w Orlando i została Miss Flame. W ostatniej klasie liceum zdobyła tytuł Miss Florydy 1974 i była najmłodszą posiadaczką tytułu Miss Florydy w historii konkursu. Poprzez jej wygrane w konkursie kształciła się w Londyńskiej Akademii Muzyki i Sztuki Dramatycznej w Hammersmith. Kiedy obchodziła samotnie swoje 20. urodziny w motelu w St. Augustine na Florydzie, zaatakował ją prześladowca.

### Kariera
W 1974, w ramach wygranej Miss Florydy, Burke była gościem programu telewizyjnego ABC News Bozo the Clown, nakręconym w Orlando na Florydzie. Burke wkrótce pozyskała agenta i pojawiła się na krótko jako Terri w telewizyjnym komediodramacie NBC Plaża Zuma (Zuma Beach, 1978) na podstawie scenariusza Johna Carpentera z Suzanne Somers, Kimberly Beck, Michaelem Biehnem, Timothym Huttonem i Rosanną Arquette. W westernowym miniserialu CBS Chisholmowie (1980) wcieliła się w rolę drugiej Bonnie Sue Chisholm. W sitcomie CBS Filthy Rich (1982) wystąpiła w roli przebiegłej młodej wdowy Kathleen Beck.
Od 11 grudnia 1984 do 9 września 1987 grała postać właścicielki drużyny piłkarskiej Diane Barrow w sitcomie sportowym HBO Jeden plus dziesięć (1st and Ten). Przełomem w karierze okazała się rola Suzanne Sugarbaker Goff Dent Stonecipher w sitcomie CBS Projektantki (Designing Women, 1986-1993), za którą dwukrotnie (1990 i 1991) była nominowana do nagrody Emmy. W 1991 była gospodarzem Saturday Night Live. Ponadto wystąpiła w produkcjach kinowych, w tym w komedii romantycznej fantasy Nancy Meyers Czego pragną kobiety (2000) z Melem Gibsonem, a w komedii familijnej Dobry piesek (2003) wypowiedział głos suczki Barbary Ann.
W 2004 debiutowała na Broadwayu jako nikczemna panna Mears w komedii muzycznej Na wskroś nowoczesna Millie. W 2005 powróciła na Broadway w roli Truvy w sztuce Stalowe magnolie.

## Życie prywatne
W 2008 otworzyła się przed prasą i wyjawiła, że już jako nastolatka cierpiała na chroniczną depresję.
Podczas lunchu w maju 1987 poznała swojego przyszłego męża Geralda McRaneya, który wkrótce pojawił się gościnnie jako jej były mąż Dash Goff w sitcomie Projektantki W życiu prywatnym pobrali się 28 maja 1989. Zdjęcie ze ślubu trafiło na okładkę magazynu „People”.

## Filmografia

### Filmy
- Plaża Zuma  (Zuma Beach, 1978) jako Terri
- Wołanie o pomoc  (A Last Cry for Help, 1979) jako Carol
- The Seekers (1979) jako Elizabeth Fletcher Kent
- Rooster (1982) jako Laura DeVega
- Zabij mnie, zabij siebie  (Murder Me, Murder You, 1983) jako Paula Corey
- Byłam króliczkiem Playboya  (A Bunny's Tale, 1985) jako Margie
- Gdzie u licha to złoto?  (Where the Hell's That Gold?!!?, 1988) jako Germany
- Day-O (1992) jako Grace
- Obietnica  (A Promise to Carolyn, 1996) jako Debra
- Zemsta Matki  (Maternal Instincts, 1996) jako Tracy Horton
- Ostatnia instancja  (Melanie Darrow, 1997) jako Melanie Darrow
- Nędza żywota  (Sordid Lives, 2000) jako Noleta Nethercott
- Czego pragną kobiety  (What Women Want, 2000) jako Eve
- Niebezpieczne dziecko  (Dangerous Child, 2001) jako Sally Cambridge
- Jaś i Małgosia  (Hansel & Gretel, 2002) jako Macocha
- Zrujnowana  (Going for Broke, 2003) jako Laura Bancroft
- Dobry piesek  (Good Boy!, 2003) jako Barbara Ann
- Rok bez Mikołaja  (The Year Without a Santa Claus, 2006) jako pani Mikołajowa
- Bridal Fever (2008) jako Dahlia Marchand
- Southern Baptist Sissies (2009) jako matka Marka

### Seriale
- Lou Grant (1977–1982) jako Regina Kelly (gościnnie)
- Statek miłości (Love Boat, The) (gościnnie, 1977–1986)
- Fantasy Island (1978–1984) jako Gloria Ransom (gościnnie)
- The Chisholms (1980) jako Bonnie Sue Chisholm
- The Fall Guy (1981–1986) jako Bryna (gościnnie)
- Nero Wolfe (gościnnie, 1981)
- Filthy Rich (1982–1983) jako Kathleen Beck
- T.J. Hooker (1982–1986) jako Diana Polnoi (1984) (gościnnie)
- Detektyw Remington Steele  (Remington Steele, 1982–1987) jako Nancy Stinson Dannon (gościnnie)
- Gun Shy (1983) jako Clementine (gościnnie)
- Automan (1983) jako Rachel Innis (gościnnie)
- Hotel (1983–1988) jako Sherry (gościnnie)
- Jeden z dziesięciu  (1st & Ten, 1984–1990) jako Diane Barrow (1984–1988)
- Mike Hammer (1984–1987) jako Linda Sloane (gościnnie)
- Who’s the Boss? (1984–1992) jako Diane Wilmington (gościnnie)
- Projektantki  (Designing Women, 1986–1993) jako Suzanne Sugarbaker (1986–1991)
- Delta (1992) jako Delta Bishop
- Diagnoza morderstwo  (Diagnosis Murder, 1993–2001) jako siostra Michael (1994) (gościnnie)
- Nowe przygody Supermana (Lois & Clark: New Adventures of Superman, 1993–1997) jako Myrtle Beech (gościnnie)
- Dotyk anioła  (Touched by an Angel, 1994–2003) jako Julia Fitzgerald (gościnnie)
- The Mighty Jungle (1994) jako Viola, Tukan (głos)
- Women of the House (1995) jako Suzanne Sugarbaker
- Dzień jak dzień  (Any Day Now, 1998–2002) jako Teresa O’Brien
- Sprawy rodzinne 2  (Family Law, 1999–2002) jako Marcie Dell (gościnnie)
- Asy z klasy  (Popular, 1999–2001) jako Cherry Cherry
- DAG (2000–2001) jako Judith Whitman
- St. Sass (2002) jako Billie Lang
- The Wedding Bells (2007) jako Sheila Pontell (gościnnie)

## Publikacje
- Delta Burke: Delta Style: Eve Wasn’t a Size 6 and Neither Am I. St. Martin’s Press, 1998. ISBN 0-312-15454-2.